# 泰氏榈属
泰氏榈属（学名：Johannesteijsmannia）是棕榈目棕榈科的一属，包含4个物种，这些物种存在于泰国、马来西亚和印度尼西亚的热带雨林中。通常为扇状棕榈，通常无主干。